# Абілін (Канзас)
Абілін (англ. Abilene) — місто (англ. city) в США, в окрузі Дікінсон штату Канзас, адміністративний центр округу. Населення — 6460 осіб (2020).
Засноване в 1858 році, статус міста з 1869; стало першим північним залізничним вузлом дороги «Юніон Пасифік», до якого підходила Чізхолмська стежка з Техасу (1867—71), і місто швидко виросло як центр торгівлі скотом. Через Абілін також проходила на захід стежка «Смоукі-Хілл». У 1871 р. начальником міської поліції став «Дикий» Білл Хікок, який очистив місто від злочинців.
Місто і далі залишається великим транспортним вузлом. В Абіліні розводять гончих собак; проводяться собачі перегони. Розвинений туризм. Серед визначних пам'яток — відтворена старовинна частина міста — музей просто неба; будинок, де провів дитинство Дуайт Ейзенхауер, президентська бібліотека, могила президента.
Серед інших визначних пам'яток — Зал слави грейхаундів (місто називають «світовою столицею» цієї породи собак), Зал генералів (музей воскових фігур воєначальників часів Другої світової війни), історичний музей та музей телефонії.
Місто-побратим — Мінорі (Японія).

## Географія
Абілін розташований на сході центральної частини штату Канзас, на річці Смоукі-Хілл за координатами 38°55′26″ пн. ш. 97°13′27″ зх. д. / 38.92389° пн. ш. 97.22417° зх. д. (38.923902, -97.224139).  За даними Бюро перепису населення США в 2010 році місто мало площу 12,12 км², з яких 12,11 км² — суходіл та 0,01 км² — водойми.

### Клімат
| Клімат : Абілін                                        | Клімат : Абілін | Клімат : Абілін | Клімат : Абілін | Клімат : Абілін | Клімат : Абілін | Клімат : Абілін | Клімат : Абілін | Клімат : Абілін | Клімат : Абілін | Клімат : Абілін | Клімат : Абілін | Клімат : Абілін | Клімат : Абілін |
| Показник                                               | Січ.            | Лют.            | Бер.            | Квіт.           | Трав.           | Черв.           | Лип.            | Серп.           | Вер.            | Жовт.           | Лист.           | Груд.           | Рік             |
| Абсолютний максимум, °C                                | 25,0            | 28,3            | 32,8            | 36,7            | 38,9            | 43,9            | 45,0            | 43,9            | 43,9            | 36,7            | 31,1            | 22,8            | 45,0            |
| Середній максимум, °C                                  | 5,6             | 8,9             | 14,4            | 20,0            | 25,0            | 30,6            | 34,4            | 33,3            | 28,3            | 21,1            | 13,3            | 6,1             | 20,1            |
| Середня температура, °C                                | −0,6            | 2,2             | 7,8             | 13,3            | 19,4            | 25,0            | 27,8            | 26,7            | 21,7            | 14,4            | 7,2             | 0,6             | 13,9            |
| Середній мінімум, °C                                   | −6,1            | −3,9            | 1,1             | 6,7             | 13,3            | 18,9            | 21,7            | 20,0            | 15,0            | 7,8             | 1,1             | −5              | 7,6             |
| Абсолютний мінімум, °C                                 | −28,3           | −30             | −22,8           | −9,4            | −2,8            | 3,9             | 6,7             | 5,0             | −5              | −8,9            | −21,1           | −31,1           | −31,1           |
| Норма опадів, мм                                       | 21              | 28              | 65              | 71              | 120             | 110             | 109             | 99              | 65              | 67              | 51              | 26              | 832             |
| Днів з опадами                                         | 4,1             | 4,2             | 6,9             | 7,8             | 10,3            | 8,3             | 7,5             | 7,9             | 6,4             | 6,0             | 5,4             | 4,4             | 79,1            |
| Днів зі снігом                                         | 2,3             | 1,7             | 0,8             | 0,1             | 0               | 0               | 0               | 0               | 0               | 0,1             | 0,4             | 1,9             | 7,3             |
| ------------------------------------------------------ | --------------- | --------------- | --------------- | --------------- | --------------- | --------------- | --------------- | --------------- | --------------- | --------------- | --------------- | --------------- | --------------- |
| Джерело: The Weather Channel; National Weather Service |                 |                 |                 |                 |                 |                 |                 |                 |                 |                 |                 |                 |                 |

## Демографія
Згідно з переписом 2010 року, у місті мешкали 6844 особи в 2878 домогосподарствах у складі 1781 родини. Густота населення становила 565 осіб/км².  Було 3143 помешкання (259/км²).
Расовий склад населення:
| - 94,9 % — білих - 0,9 % — чорних або афроамериканців - 0,4 % — корінних американців - 0,2 % — азіатів - 1,1 % — осіб інших рас |

До двох чи більше рас належало 2,4 %. Частка іспаномовних становила 4,7 % від усіх жителів.
За віковим діапазоном населення розподілялося таким чином: 25,7 % — особи молодші 18 років, 55,1 % — особи у віці 18—64 років, 19,2 % — особи у віці 65 років та старші. Медіана віку мешканця становила 39,6 року. На 100 осіб жіночої статі у місті припадало 92,3 чоловіків;  на 100 жінок у віці від 18 років та старших — 87,2 чоловіків також старших 18 років.
Середній дохід на одне домашнє господарство  становив 59 841 долар США (медіана — 49 813), а середній дохід на одну сім'ю — 74 326 доларів (медіана — 67 518). Медіана доходів становила 44 936 доларів для чоловіків та 32 376 доларів для жінок. За межею бідності перебувало 10,0 % осіб, у тому числі 6,4 % дітей у віці до 18 років та 17,0 % осіб у віці 65 років та старших.
Цивільне працевлаштоване населення становило 2993 особи. Основні галузі зайнятості: освіта, охорона здоров'я та соціальна допомога — 22,1 %, роздрібна торгівля — 18,4 %, виробництво — 13,6 %.

## Персоналії
- Гаррі Бомонт (1888-1966) — американський режисер, актор і сценарист.